# Myripristis
Genre
Les poissons-soldats (Myripristis) forment un genre de poissons téléostéens de la famille des Holocentridae qui vit dans les eaux marines libres.

## Description
Ils ressemblent aux poissons du genre Holocentrus de la même famille (les Holocentridés) mais ont un corps plus trapu et des yeux plus grands. Contrairement à eux, ils n'ont pas d'épines. 

## Liste desespèces
Selon World Register of Marine Species (1 mars 2014) :
- Myripristis adusta Bleeker, 1853
- Myripristis amaena (Castelnau, 1873)
- Myripristis astakhovi Kotlyar, 1997
- Myripristis aulacodes Randall & Greenfield, 1996
- Myripristis berndti Jordan & Evermann, 1903
- Myripristis botche Cuvier, 1829
- Myripristis chryseres Jordan & Evermann, 1903
- Myripristis clarionensis Gilbert, 1897
- Myripristis earlei Randall, Allen & Robertson, 2003
- Myripristis formosa Randall & Greenfield, 1996
- Myripristis gildi Greenfield, 1965
- Myripristis greenfieldi Randall & Yamakawa, 1996
- Myripristis hexagona (Lacepède, 1802)
- Myripristis jacobus Cuvier, 1829
- Myripristis kochiensis Randall & Yamakawa, 1996
- Myripristis kuntee Valenciennes, 1831
- Myripristis leiognathus Valenciennes, 1846
- Myripristis murdjan (Forsskål, 1775), Myripristis du Pacifique[3]
- Myripristis pralinia Cuvier, 1829
- Myripristis randalli Greenfield, 1974
- Myripristis robusta Randall & Greenfield, 1996
- Myripristis seychellensis Cuvier, 1829
- Myripristis tiki Greenfield, 1974
- Myripristis trachyacron Bleeker, 1863
- Myripristis violacea Bleeker, 1851
- Myripristis vittata Valenciennes, 1831
- Myripristis woodsi Greenfield, 1974
- Myripristis xanthacra Randall & Guézé, 1981

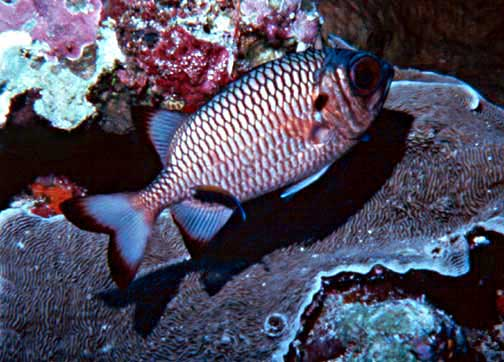
Myripristis adusta
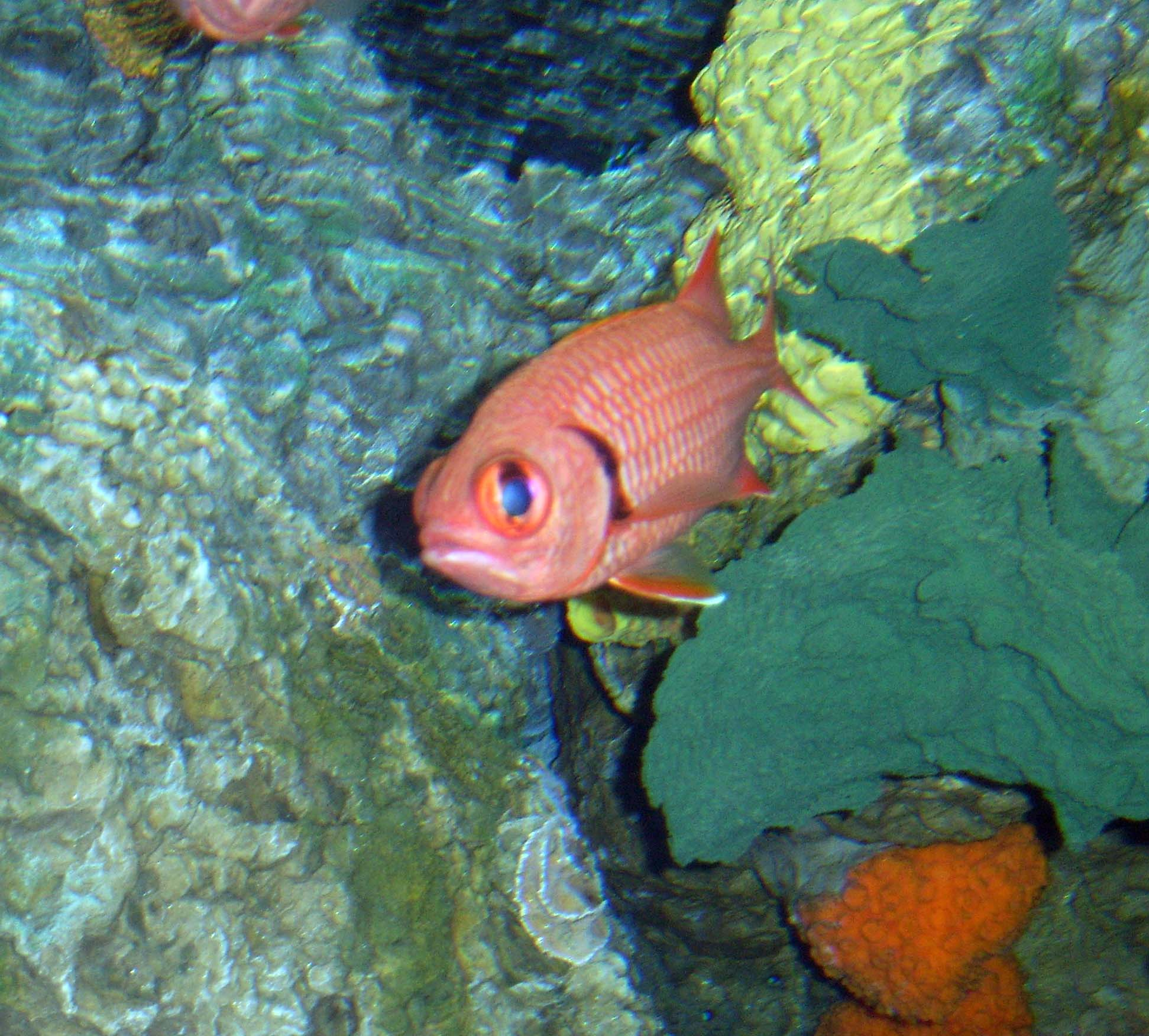
Myripristis berndti
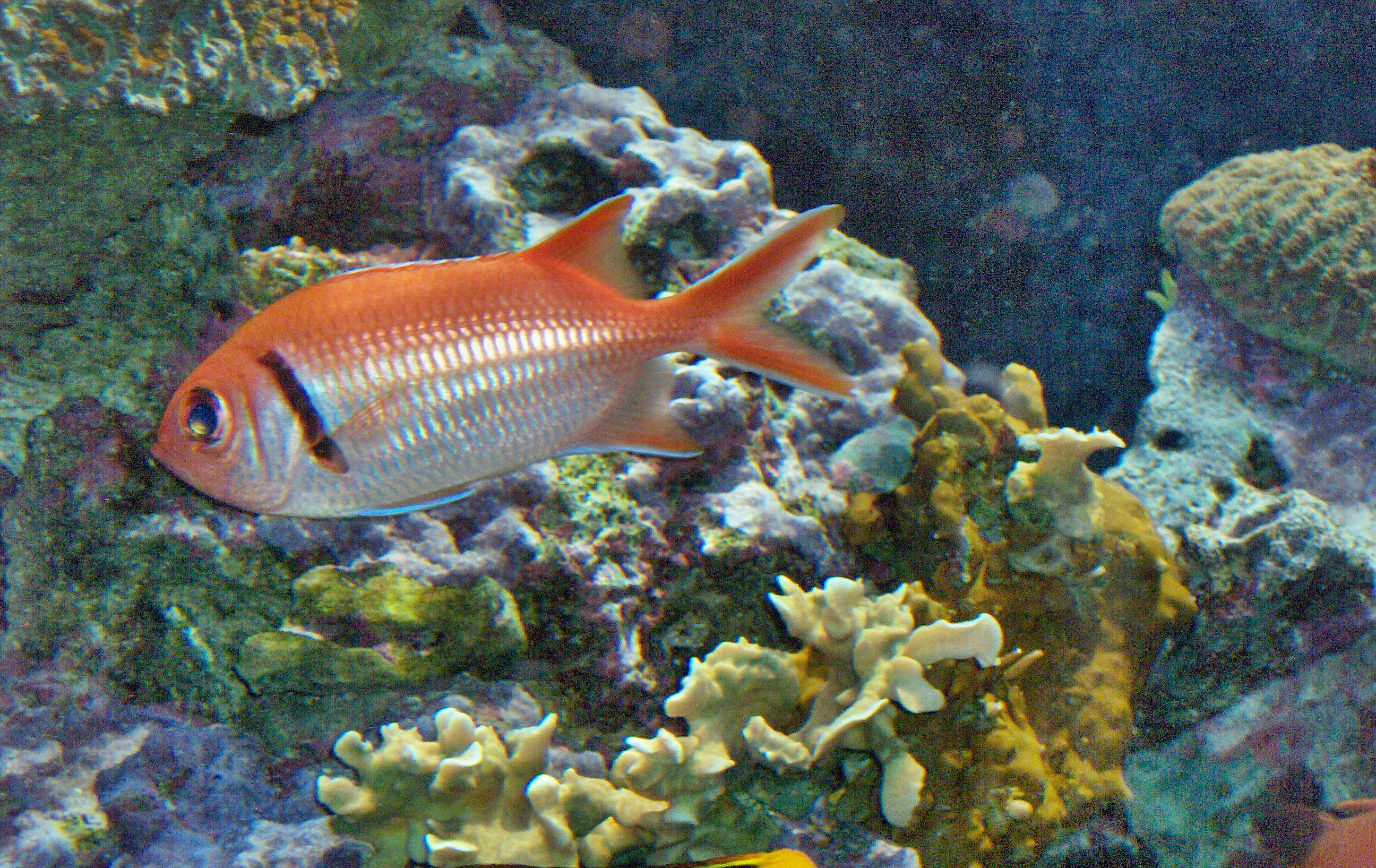
Myripristis jacobus
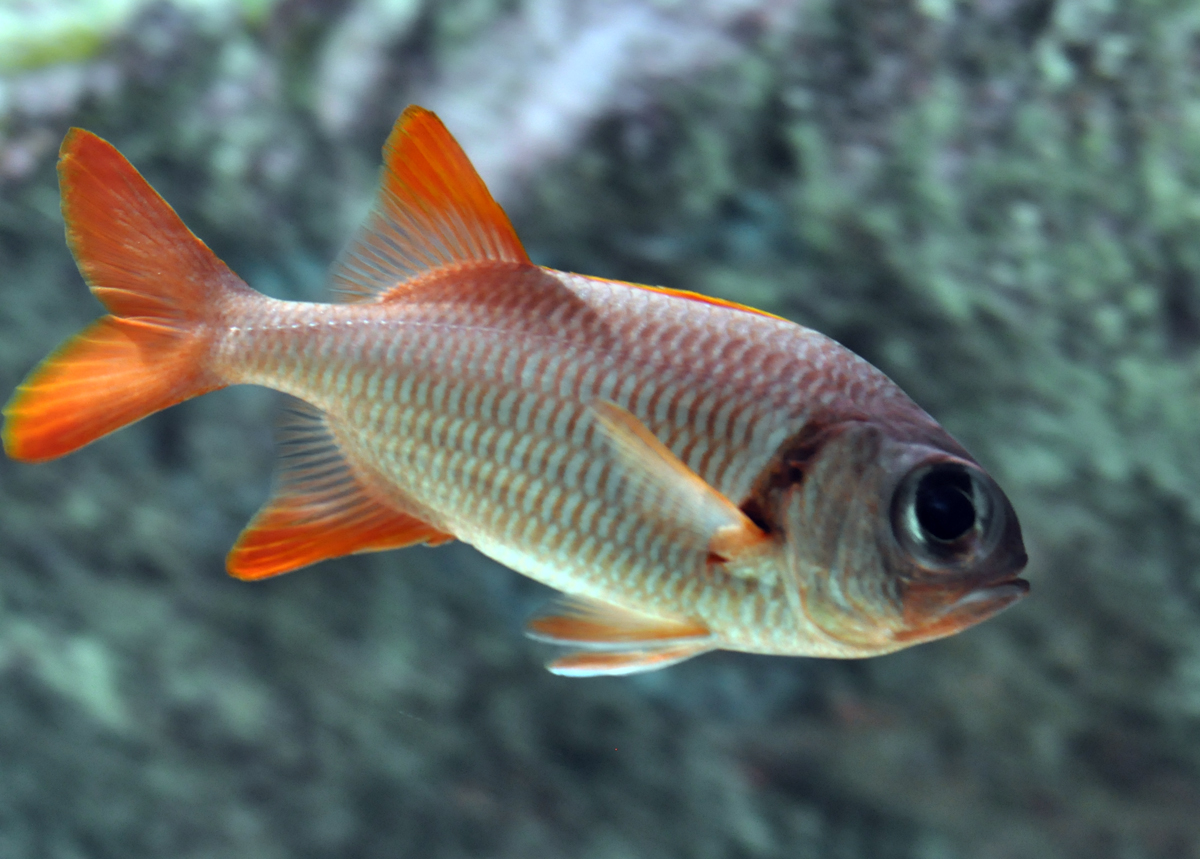
Myripristis kuntee
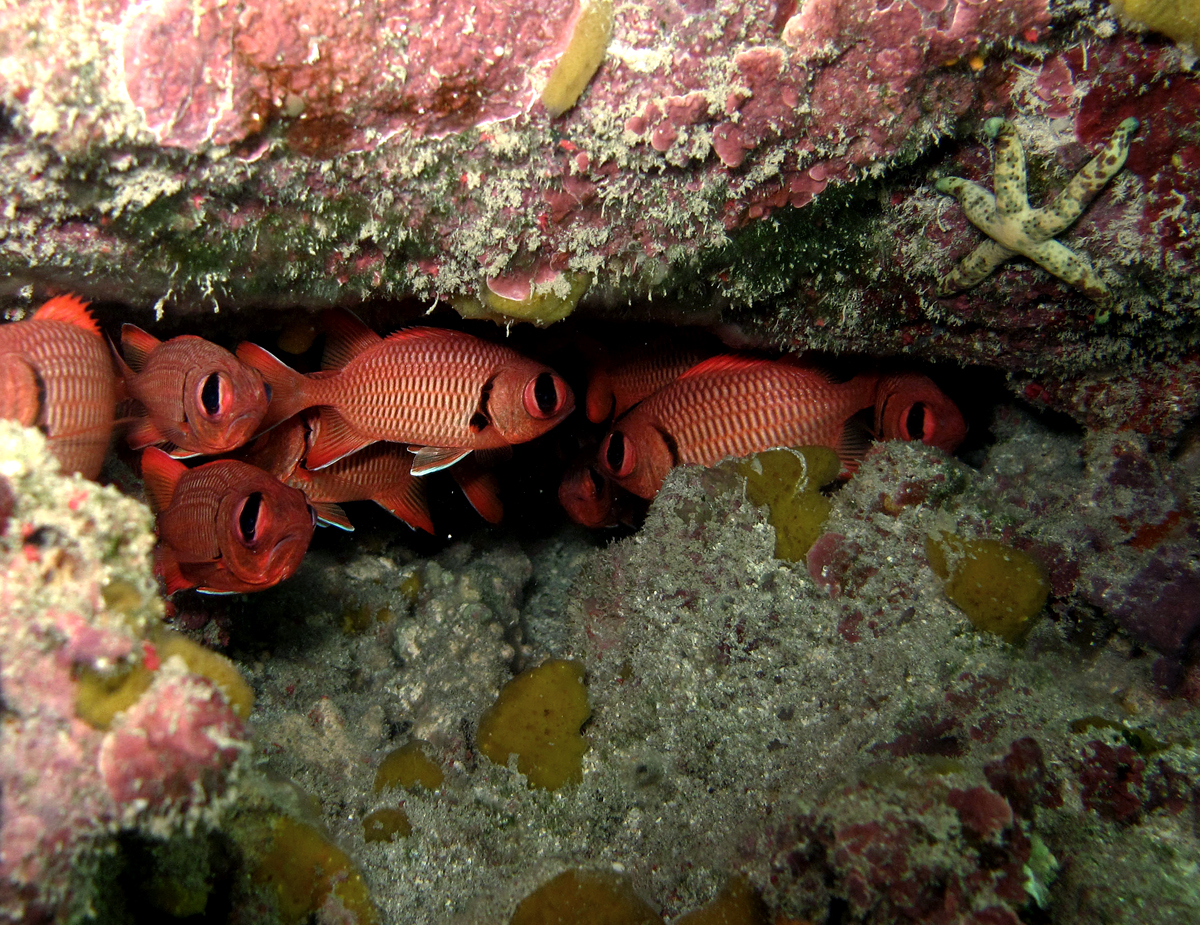
Myripristis murdjan
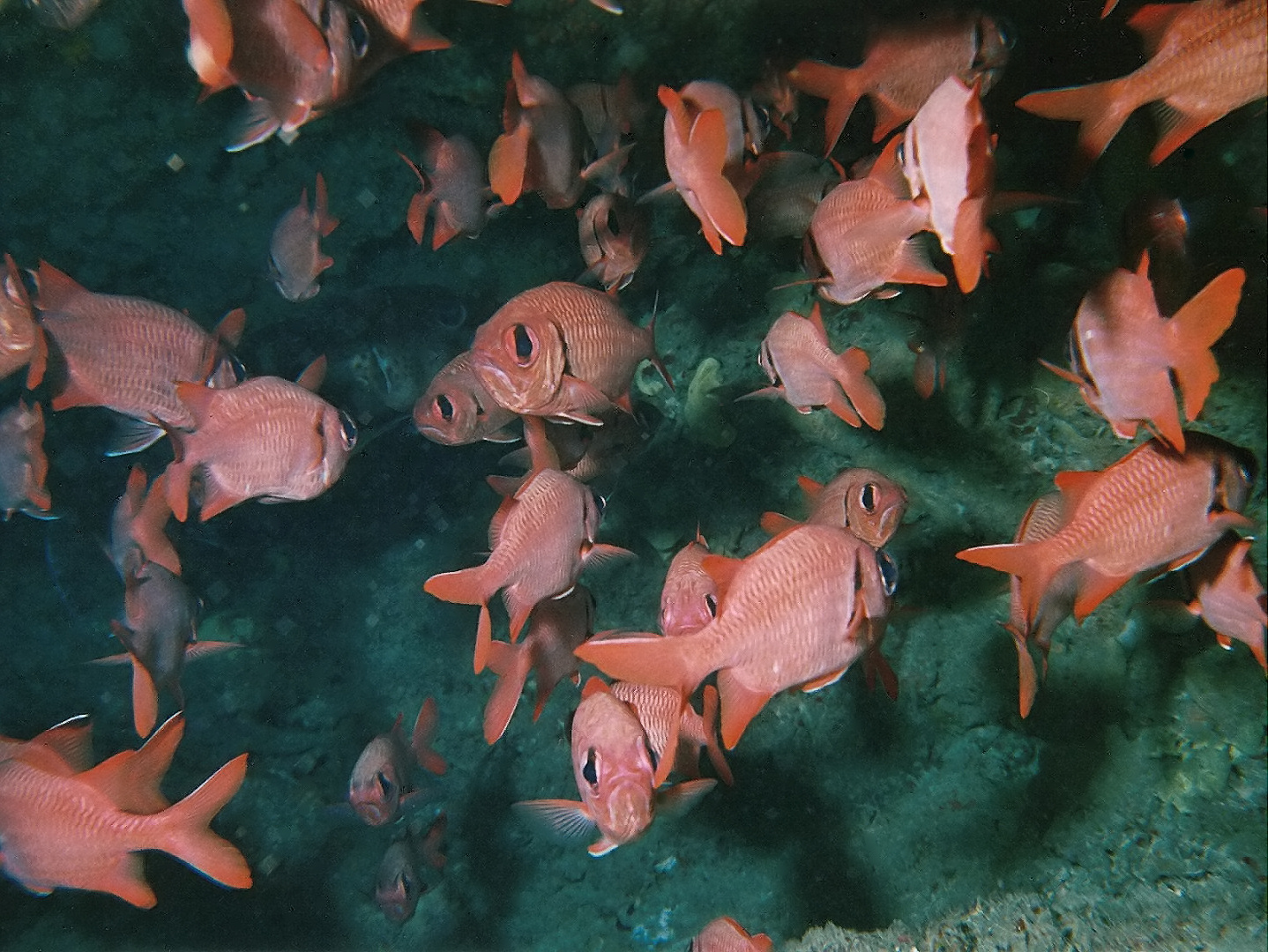
Myripristis pralinia
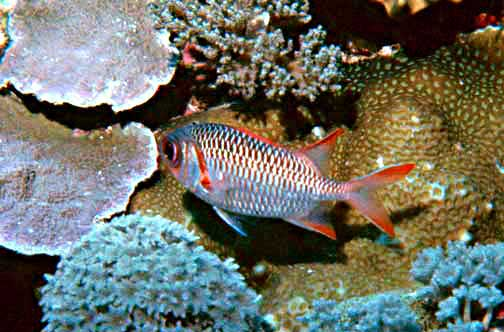
Myripristis violacea
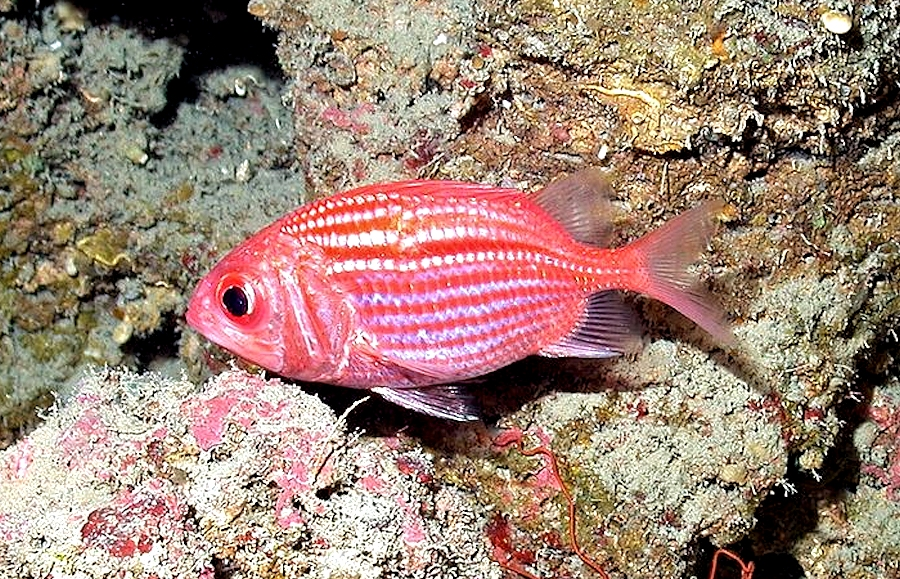
Myripristis vittata